# Aconitum shensiense
Aconitum shensiense är en ranunkelväxtart som beskrevs av Wen Tsai Wang. Aconitum shensiense ingår i släktet stormhattar, och familjen ranunkelväxter. Inga underarter finns listade i Catalogue of Life.